# Henschel Hs 132
Henschel Hs 132 là một mẫu máy bay tiêm kích đánh chặn và ném bom bổ nhào của Đức quốc xã trong Chiến tranh Thế giới II, nó chưa được đưa vào tham chiến. Thiết kế độc nhất này đặt động cơ phản lực lên trên và phi công sẽ nằm sấp đề điều khiển máy bay. Hồng quân trên đường hành quân đã chiếm giữ nhà máy chế tạo Hs 132, trong đó Hs 132 V1 đã gần bay thử nghiệm còn phiên bản V2 và V3 được hoàn thiện lần lượt 80% và 75%.

## Biến thể
Hs 132A – Máy bay ném bom bổ nhào
Trang bị động cơ tuabin BMW 003, và 1 quả bom 500 kg (1.100 lb)
Hs 132B – Máy bay tiêm kích đánh chặn
Trang bị động cơ tuabin Jumo 004, 1 quả bom 500 kg (1.102 lb) bomb, 2 pháo MG 151 20 mm
Hs 132C – Máy bay cường kích Attack aircraft
Trang bị động cơ tuabin He S 011, 1 quả bom 500 kg (1.100 lb), 2 pháo MG 151 20 mm và 2 pháo MK 103 30 mm (1,2 in)
Hs 132D
Tăng chiều dài sải cánh

## Tính năng kỹ chiến thuật (Hs 132A)

### Đặc điểm riêng
- Tổ lái: 1
- Chiều dài: 8.90 m (29 ft 2½ in)
- Sải cánh: 7.20 m (23 ft 7½ in)
- Chiều cao: 3.00 m (9 ft 10 in)
- Diện tích cánh: 14.80 m² (159.30 ft²)
- Trọng lượng có tải: 3,400 kg (7,496 lb)
- Động cơ: 1 động cơ tuabin BMW 003A, lực đẩy 7,8 kN (1.760 lb ở 9.500 rpm)

### Hiệu suất bay
- Vận tốc cực đại: 780 km/h (485 mph) trên độ cao 6.000 m (700 km/h (435 mph) với bom)
- Tầm bay: 1.120 km (696 dặm) (có bom)
- Trần bay: 10,000 m (32,810 ft) (có bom)

### Vũ khí
- Mang được 500 kg (1.100 lb) vũ khí

### Máy bay có tính năng tương đương
- Heinkel He 162